# Hotel Phønix Hjørring
Hotel Phønix er et hotel beliggende på Jernbanegade 6 i det centrale Hjørring, tæt ved Vendsyssel Teater.
Hotellet er grundlagt i 1885 under navnet "Kyppers Hotel". Navnet blev ændret til "Hotel Phønix" i 1947. Hotellet har 68 værelser.

## Historie
Den ældste af bygningerne blev opført i årene 1884-1885 og hotelhistorien tager sin begyndelse d. 1. maj 1885, hvor Wilhelm Christian Joseph Kypper (født i Viborg 1839, død i Hjørring 1899), åbnede hotellet, under navnet: Kyppers Hotel. Jernbanegade hed dengang Stationsvej.
Vendsyssel Tidende skrev i forbindelse med åbningen: ”Kyppers Hotel på Stationsvej åbner for publikum den 1. maj. Det ligger særdeles smukt i en net lille have med lysthus, der afgiver et hyggeligt sommeropholdssted. Ad en statelig trappe træder man ind i et flot restaurationslokale, hvortil støder læsesal, en flot spisesal, billard- og keglestue.”
1887-1895 overtog Thomas Larsen fra Løkken hotellet via et udlægsskjøde, dog med Wilhelm Kypper som forpagter. Thomas Larsen var begyndt som fisker, men slog over på handelsvejen (skudehandel), hvor han i en årerække drev selvstændig handel på Norge. Han havde stor succes og ophørte til sidst med selv at føre sine skibe, og gik i land for at styre forretningerne derfra. Han blev den sidste af de store matadorer blandt skudehandlerne i Løkken.
Den 9. april 1940, da tyskerne besatte Danmark, kom de allerede om aftenen og beslaglagde. Hotellets gæster fik besked på at de skulle være ude næste morgen. Men efter forhandling med tyskerne var Gunnar Bach så heldig at Værnemagten gik med til, at de kun skulle bruge den bageste del af hotellet, mens der fortsat kunne drives restaurant og værelsesudlejning fra hovedbygningen. I 1943 blev hele hotellet dog beslaglagt, da der skulle skaffes plads til tyske flygtninge. Familien Bach fik lov til at blive boende. Spændende nok fungerede hotellet faktisk samtidig som en slags base for modstandsbevægelsen. For efter Politiets opløsning og internering i tyske koncentrationslejre i 1943, blev koks-kælderen brugt til at gemme og opbevare modstandsbevægelsens våben. Gunnar Bachs kontor blev brugt som mødested.
Efter tyskernes nederlag og tilbagetrækning var hotellet meget slidt og trængte til en kraftig renovering. Og i efterkrigstiden blev hotellet brugt til mange maleriudstillinger.

## Historiske årstal
Her kommer der en historisk årstals liste over alle de gange hotellet har skiftet ejer i gennem tiden.
- 1885: Wilhelm Christian Joseph Kypper åbnede det nye hotel under navnet "Kyppers Hotel"[3]
- 1895: Thomas Larsen sælger hotellet til Aktieselskabet
- 1899: Aktieselskabet sælger hotellet til G. Clasen, som omdøber det til ”Hotel Bristol” som hotellet hedder helt frem til 1929.
- 1906: G. Clasens enke: Bodilsine Martine Clasen sælger hotellet til et konsortium, bestående af: S. R. Dejgaard, H. Mulbjerg, Mads Strørup og Christen H. Torning.
- 1910: Konsortiet sælger hotellet til J. Chr. Thorup.
- 1911: J. Chr. Thorup sælger hotellet til N.C. Thygesen.
- 1917: N. C. Thygesens enke: Christine Thygesen, f. Bagge, sælger hotellet til Johs. I. Nissen.
- 1924: Johs. I. Nissen sælger hotellet til Hans Nissen.
- 1926: Hans Nissen sælger hotellet til Enkefru Marie Rasmussen.
- 1929: Enkefru Marie Rasmussen sælger hotellet til Charles Høffner, som igen omdøber hotellet til ”Kyppers Hotel” som jo var det oprindelige navn.
- 1938: Charles Høffner sælger hotellet til Gunnar Jensen Bach og omdøbte hotellet til Missionshotellet. Hotellet blev erhvervet for 150.000,- kr.
- 1947: Overtog Helga Marie Jensen hotellet, og omdøbte det til Hotel Phønix.
- 1967: Blev der mod syd i Jernbanegade bygget en 4 etagers fløj til hotellet, med værelser og selskabs/konference lokaler.
- 1972: Overtaget Helga Marie Jensen's sønnerne Knud og Svend Aage Jensen hotellet, med Knud som daglig leder.
- 1987: Solgte brødrene hotellet til Bo Christensen.
- 1989: Sparekassen Nordjylland overtager hotellet, og indsætter Tommy og Inge Lis Jensen som forpagtere.
- 1994: Birgitte Messmann Nielsen og Preben Nielsen overtager forpagtningen.
- 1999: Birgitte Messmann Nielsen køber hotellet af Sparekassen Nordjylland.[4]
- 2007: Bygningen sælges til Aalborg.dk.
- 2010: Klaus Vester overtager forpagtningen.
- 2013: Birgitte Messmann Nielsen indtræder igen som direktør.[1]